# Galbalcyrhynchus
Galbalcyrhynchus és un gènere d'ocells de la família dels galbúlids (Galbulidae). Aquest jacamars, habiten principalment en boscos de ribera i vegetació secundària, d'Amèrica del Sud, per l'est dels Andes, des de l'est i sud-est de Colòmbia, a través de l'Equador i el Perú, fins al nord de Bolívia i l'oest de l'Amazònia del Brasil.

## Llistat d'espècies
S'han descrit dues espècies dins aquest gènere:
- jacamar del Purús (Galbalcyrhynchus purusianus).
- jacamar d'orelles blanques (Galbalcyrhynchus leucotis).